# هسیش لیشتناو
شهر هسیش لیشتناودر ایالت هسن در کشور آلمان واقع شده‌است.